# Антонов, Олег Константинович
Оле́г Константи́нович Анто́нов (25 января [7 февраля] 1906, д. Троица, Вороновская волость, Подольский уезд, Московская губерния, Российская империя — 4 апреля 1984, Киев, Украинская ССР, СССР) — советский авиаконструктор, доктор технических наук (1960), профессор (1978), академик АН СССР. Герой Социалистического Труда (1966). Лауреат Ленинской премии (1962) и Сталинской премии второй степени (1952).

## Биография
Родился 25 января (7 февраля) 1906 года в деревне Троица Вороновской волости Подольского уезда Московской губернии (ныне — в составе Троицкого административного округа Москвы).
Из потомственных дворян. Прадед — Дмитрий Антонов, главноуправляющий казёнными металлургическими заводами Урала, чиновник по особым поручениям, действительный статский советник. Покинув Урал, он обосновался в Торопце Псковской губернии, где у Антоновых было имение. Дед — Константин Дмитриевич Антонов, строил мосты. Супругой его стала Анна Александровна Болотникова — дочь отставного генерала. Отец — Константин Константинович Антонов, известный в Российской империи инженер-строитель. Женился на Анне Ефимовне Бикорюкиной.

Антонов О. К. памятная плита, Саратов

С 1912 года жил в городе Саратове. В 1915—1922 годах учился в Саратовском реальном училище (окончил два класса) и средней школе (ныне — СШ № 23).
С юных лет увлекался авиацией, занимался в школьном кружке любителей авиации; в 1921 году подал заявление в Красный Воздушный Флот с просьбой принять его в авиационную школу, однако получил отказ по причине возраста и приёма только командиров РККА.
В 1924 году во время обучения на Путейском факультете Саратовского университета, в который он поступил, чтобы быть ближе к авиации, построил свой первый планёр, организовав местный Кружок любителей авиации. В том же году учебное заведение было закрыто, и Антонову пришлось искать новое место учёбы.
В 1924 году принял участие во вторых Всесоюзных Планёрных испытаниях в Коктебеле, на горе Узын-Сырт.
В 1925 году поступил на Машиностроительный факультет ЛПИ имени М. И. Калинина, который окончил в 1930 году.
В 1931 году возглавлял техническую часть Высшей лётно-планерной школы в Коктебеле и Центрального бюро планерных конструкций Осоавиахима, занимаясь постройкой планёров (серия ОКА, серия УС / «Учебно-серийный», учебный паритель «Упар»). С 1933 года — главный конструктор планерного завода № 3 Осоавиахима в Тушине. Однако многие руководящие посты заняли люди, равнодушные к планеризму. Антонов был снят с должности. Главным конструктором вместо него назначен Грибовский.
С 1938 года — ведущий инженер КБ Яковлева. В 1940—1941 годах — главный конструктор завода в Ленинграде.
В 1941 году получил задание по организации производства планёров в Каунасе на базе бывшего трамвайного завода, однако вскоре начавшаяся война разрушила начинания. В сентябре Антонов был назначен главным инженером завода № 445 при 11 Главном Управлении (Управлении опытного самолётостроения) Наркомата авиационной промышленности для производства планеров. Ему выдали задание на разработку планера для лёгкого танка Т-60.
С 1943 года — первый заместитель главного конструктора Яковлева. С 1946 года руководил филиалом ОКБ в Новосибирске, позднее — своим ОКБ-153.
КБ Антонова в 1952 году перевели из Новосибирска в Киев, сохранив специализацию (военно-транспортные и пассажирские самолёты).
С 1952 года руководил киевским ГСОКБ-473.
В 1953 году О. К. Антонов начал читать лекции по курсу конструкции самолётов в Киевском институте гражданского воздушного флота. Приказом Главного управления ГВФ СССР № 82 от 05.04.1956 Олег Антонов был введён в состав Совета института.
В 1962 году присвоено звание Генерального конструктора ОКБ.
Олег Антонов возглавлял с 1966 года — Киевский механический завод, с 1984 года — ОКБ имени О. К. Антонова (с 1989 года — Авиационный научно-технический комплекс «Антонов», сейчас — ГП «Антонов»).
Член ВКП(б) с 1945 года. Член ЦК КПУ. Депутат Совета Союза Верховного Совета СССР 5—11-го созывов (1958—1984) от Киевской области. В Верховный Совет 9-го созыва избран от Киево-Святошинского избирательного округа № 494 Киевской области, член Комиссии по транспорту и связи Совета Союза.
Олег Антонов увлекался живописью, писал стихи.
Умер 4 апреля 1984 года в Киеве. Похоронен на Байковом кладбище.

## Историческое значение
Антонов по праву считается «отцом» транспортной авиации. В ОКБ, которое он возглавлял, был спроектирован Ан-22 «Антей», ознаменовавший новый шаг в самолётостроении — он стал первым в мире широкофюзеляжным самолётом. По своим размерам он превосходил всё, что к тому времени было создано в мировой авиации, и тут надо было впервые в истории решать многие конструкторские и технологические проблемы. Требовалось множество рискованных экспериментов. Успех был отмечен во всем мире. В Париже на 26-м Международном авиакосмическом салоне самолёт сразу же оказался в центре всеобщего внимания и стал главной сенсацией. Английская The Times писала: «Благодаря этому самолёту Советский Союз опередил все остальные страны в авиастроении…» О самом Олеге Константиновиче зарубежные корреспонденты отзывались так: «Конструктор элегантный, с хорошими манерами настоящего артиста, обладает рафинированным умом, склонным анализировать, разговаривает на английском и французском языках».

## Семья
Был женат трижды:
- первая жена — авиаконструктор Лидия Сергеевна Кочеткова, сын Роллан[15];
- вторая жена — авиаконструктор Елизавета Аветовна Шахатуни, дочь Анна (профессор математики, преподаватель Национального авиационного университета в Киеве);
- третья жена — инженер-программист Эльвира Павловна, дети Андрей (художник-дизайнер) и Елена (авиаконструктор)[16].

## Разработки
Под руководством Антонова были созданы:
- планёры — Голубь, Рот Фронт-1, Рот Фронт-2, Рот Фронт-3, Рот Фронт-4, А-7, А-11, А-13, А-15;
- транспортные самолёты — Ан-8, Ан-12, Ан-26, Ан-22 «Антей», Ан-32, Ан-72, Ан-124 «Руслан», Ан-74
- многоцелевые самолёты — Ан-2, Ан-14 «Пчёлка», Ан-30, Ан-28, Ан-3;
- пассажирские самолёты — АИР-19, Ан-10 и Ан-24[17].

## Награды и звания
- За большие успехи в конструировании новой авиационной техники и в связи с 60-летием со дня рождения Антонову Олегу Константиновичу Указом Президиума Верховного Совета СССР от 5 февраля 1966 года присвоено звание Героя Социалистического Труда с вручением золотой медали «Серп и Молот» и ордена Ленина.
- Три ордена Ленина (12.07.1957, 05.02.1966, 03.04.1975).
- Орден Октябрьской революции (26.04.1971), Отечественной войны 1-й степени (02.07.1945), Трудового Красного Знамени (02.11.1944).
- Награждён различными медалями: «Партизану Отечественной войны» 2-й степени (1944), «За доблестный труд в Великой Отечественной войне 1941—1945 гг.» (1945), «20 лет победы над гитлеровской Германией» (1965), «За доблестный труд в ознаменование 100-летия со дня рождения В. И. Ленина» (1970).
- Сталинская премия второй степени (1952) — за самолёт «Ан-2»
- Ленинская премия (1962) — за самолёт «Ан-12»).
- Академик АН УССР (1968).
- Академик АН СССР (1981).
- Заслуженный деятель науки и техники УССР.
- Золотая медаль имени А. Н. Туполева АН СССР (1979).
- Грамота Центрального Исполнительного Комитета за создание учебных и рекордных планеров (1933).
- Почётный гражданин г. Саратова (1981).

## Память
- В Киеве именем О. К. Антонова названа улица. На доме, в котором он жил, установлена мемориальная доска. Также имя О. К. Антонова носит грузовой аэропорт.
- Его имя присвоено киевскому авиационному научно-техническому комплексу — Киевскому механическому заводу.
- В Ульяновске имя О. К. Антонова носит проспект.
- В Виннице его имя носит улица.
- В Саратове его имя носит улица.
- В Улан-Удэ его имя носит улица.
- В Тюмени его имя носит улица[18].
- В Новосибирске его имя носят площадь и сквер.
- В честь О. К. Антонова в 2004 году назван астероид (14317) Антонов, открытый в 1978 году советским астрономом Н. С. Черных.
- В 2006 году, на 100-летие со дня рождения, были выпущены памятные монеты в два рубля и две гривны.
- В 2006 году была выпущена почтовая марка Украины, посвящённая Антонову.
- В 2006 году были выпущены почтовые марки России, посвящённые Антонову и самолётам его конструкции.

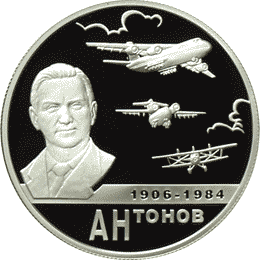
Памятная монета России
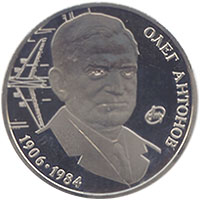
Памятная монета Украины
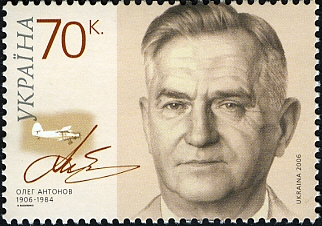
Почтовая марка Украины
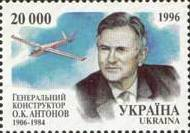
Почтовая марка Украины
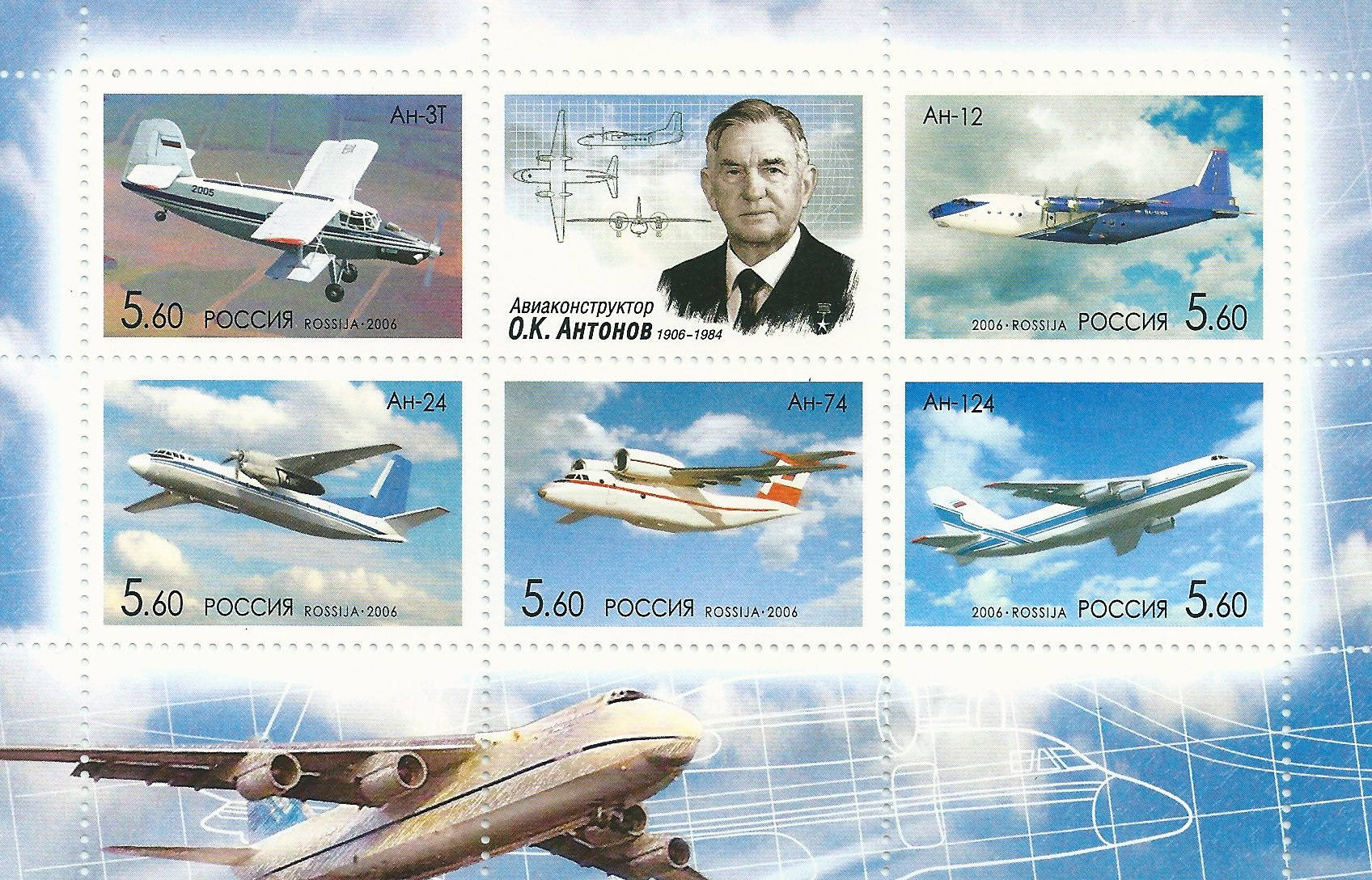
Олег Константинович Антонов и самолёты его конструкции на почтовых марках России (2006)

## Фото самолётов Антонова

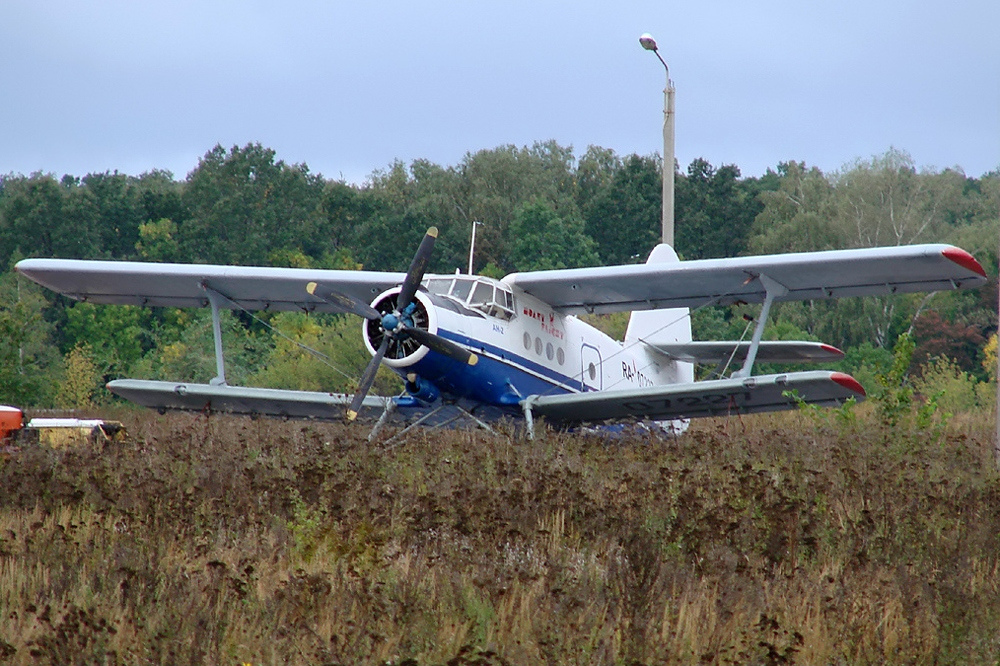
АН-2
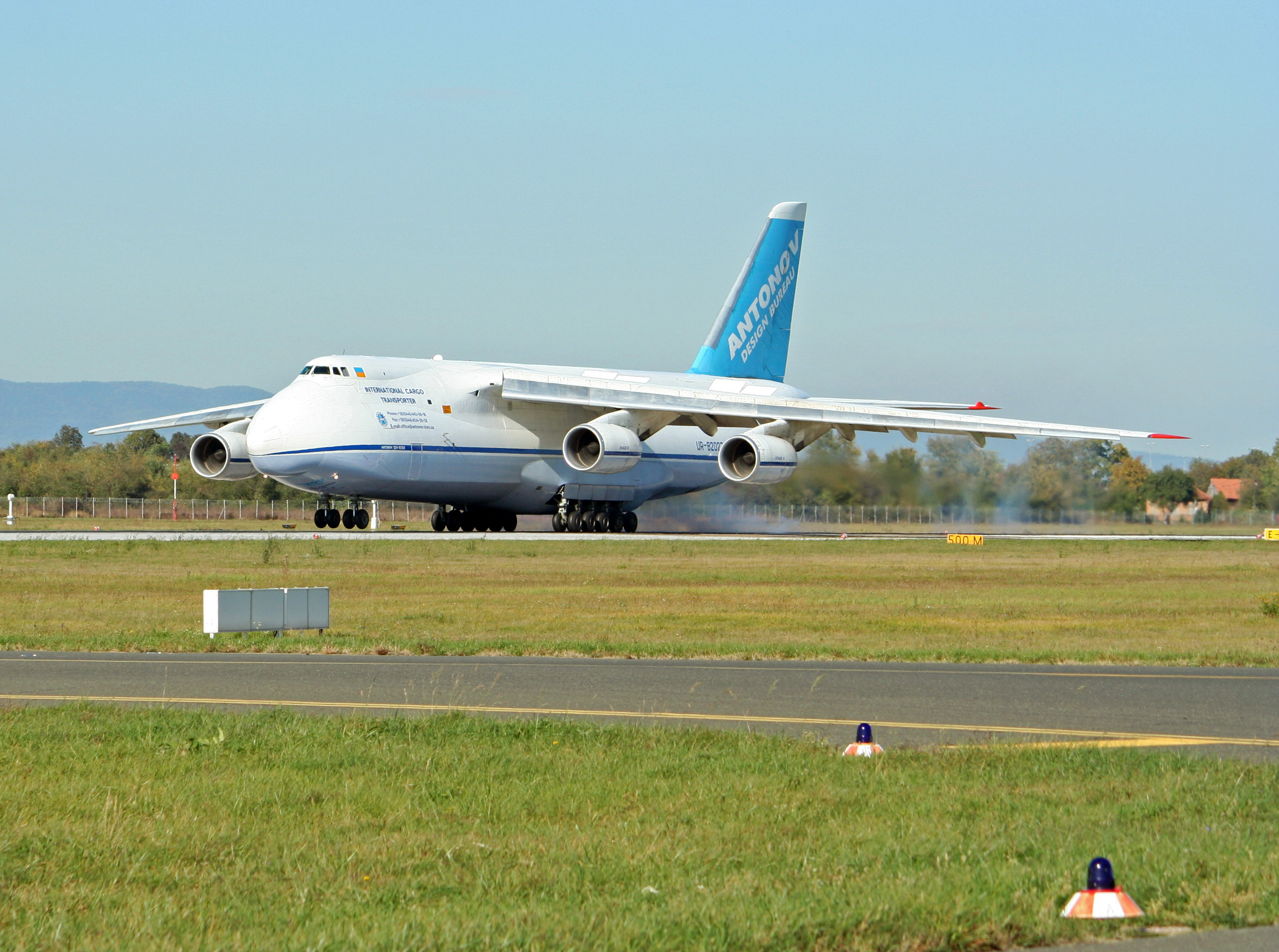
АН-124
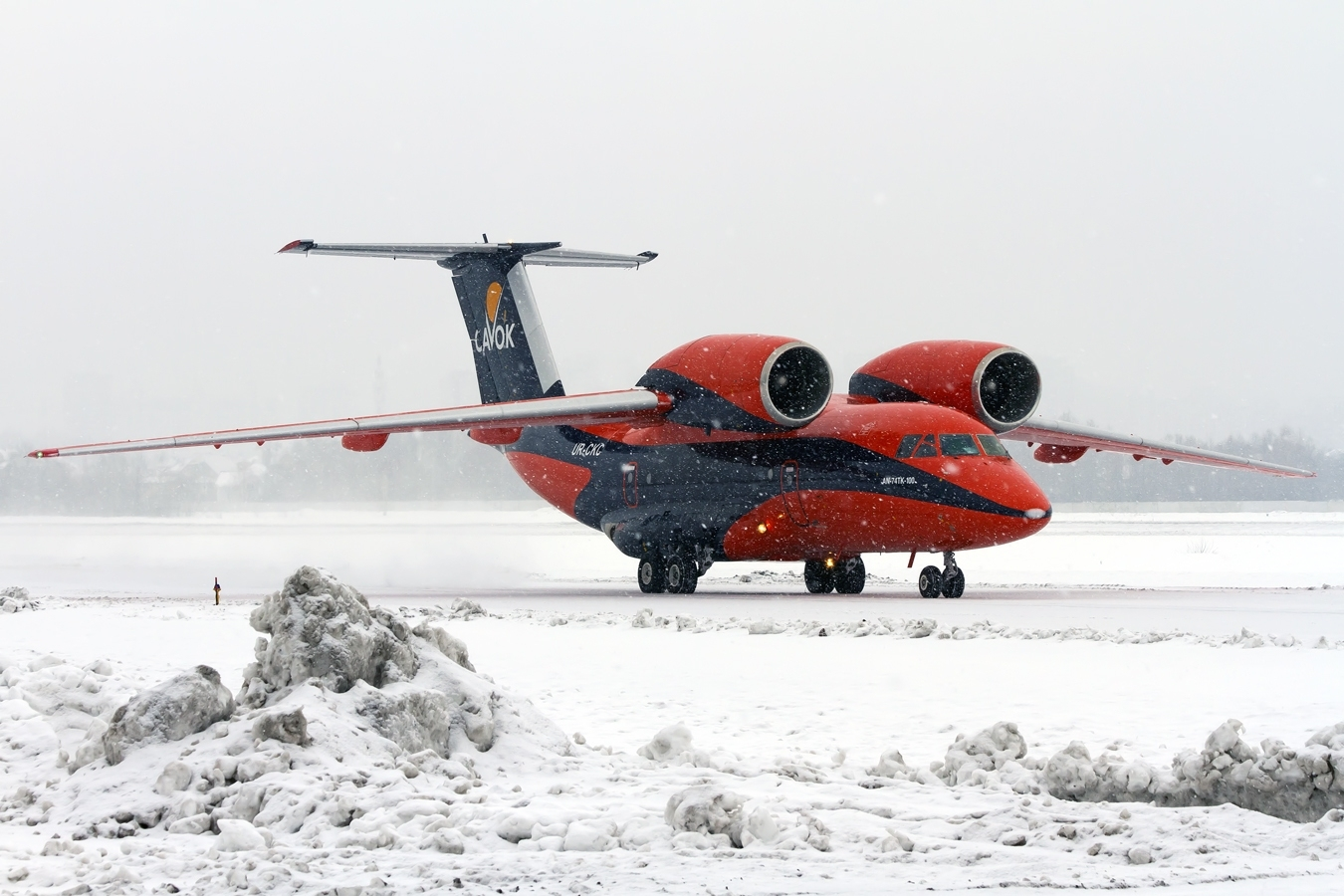
АН-74
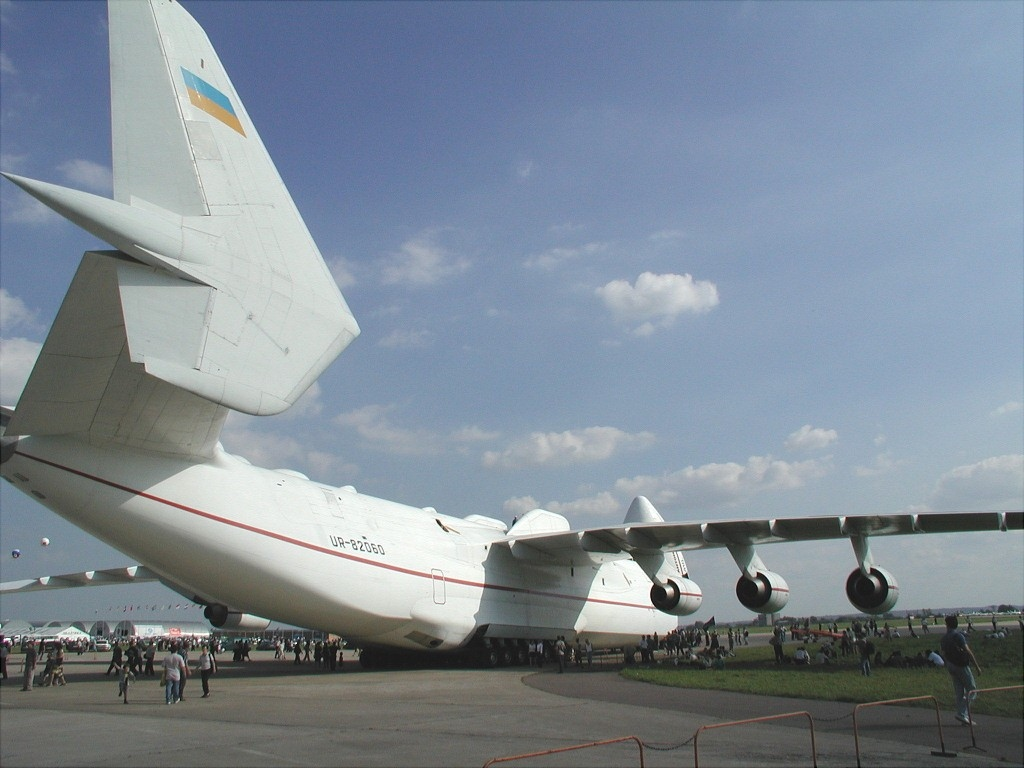
АН-225
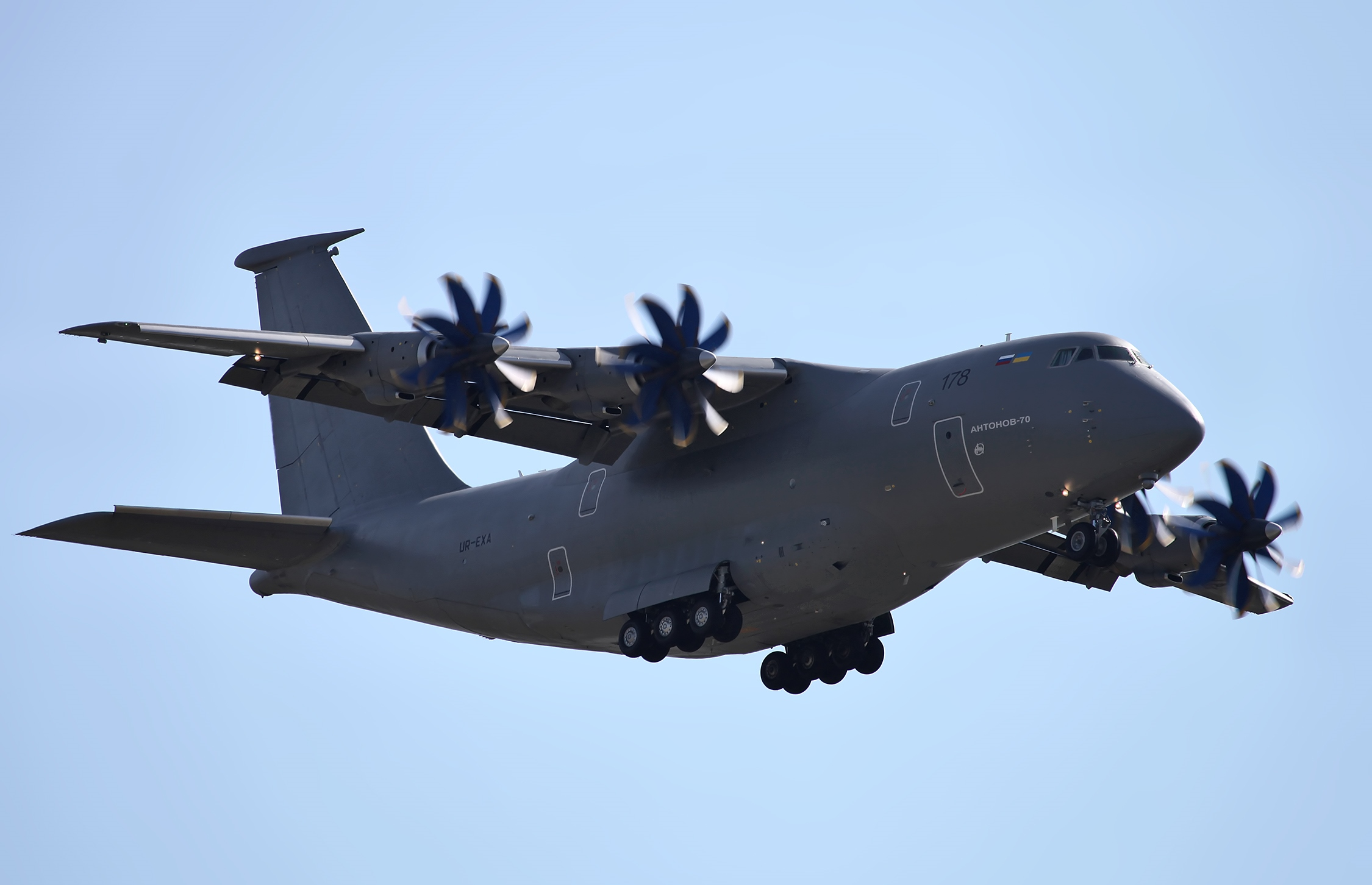
АН-70
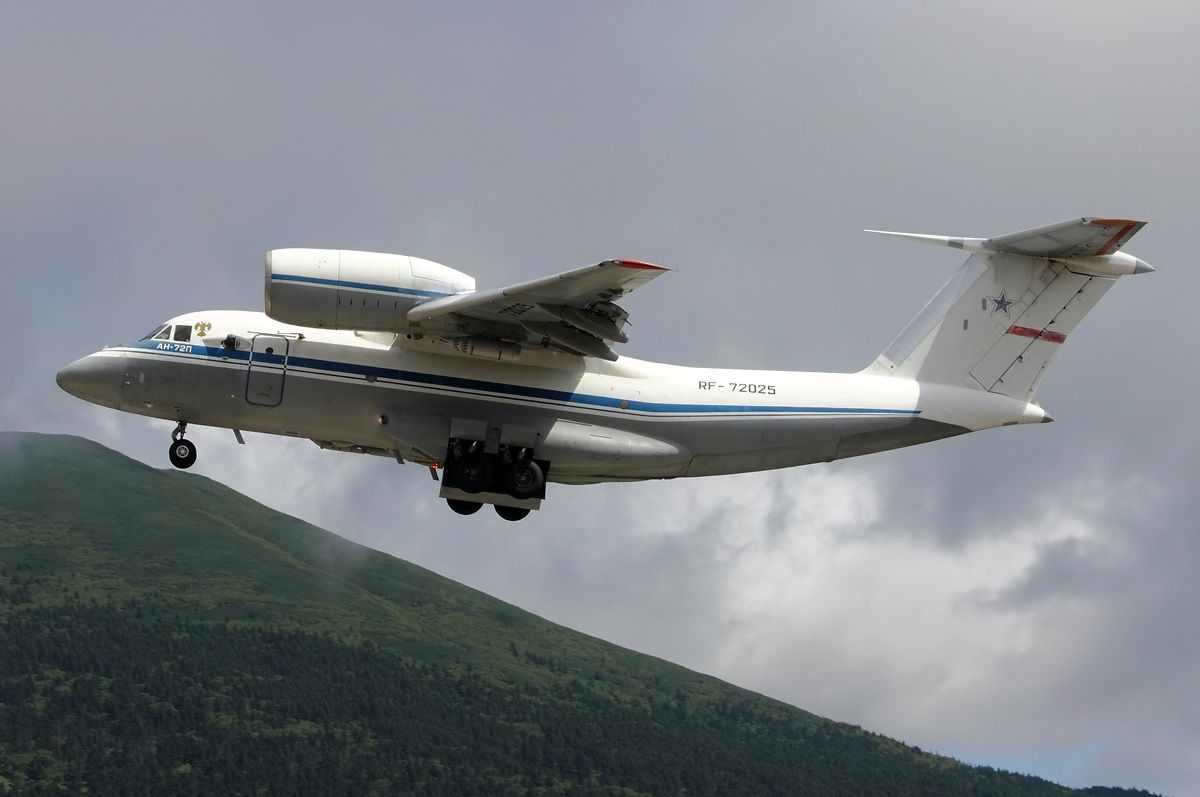
АН-72 с
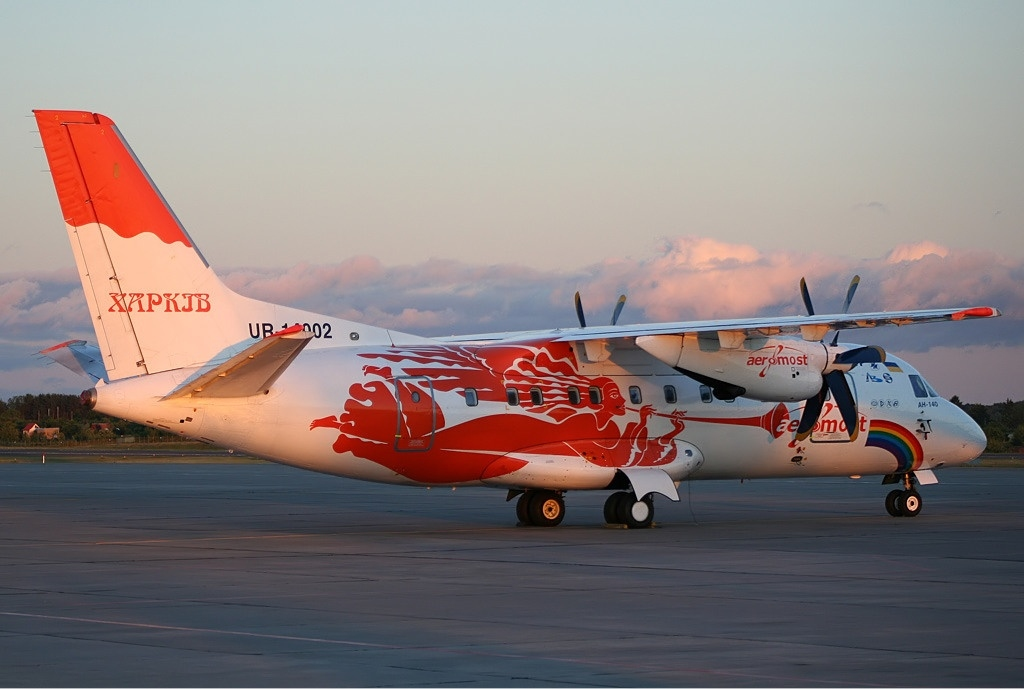
АН-140
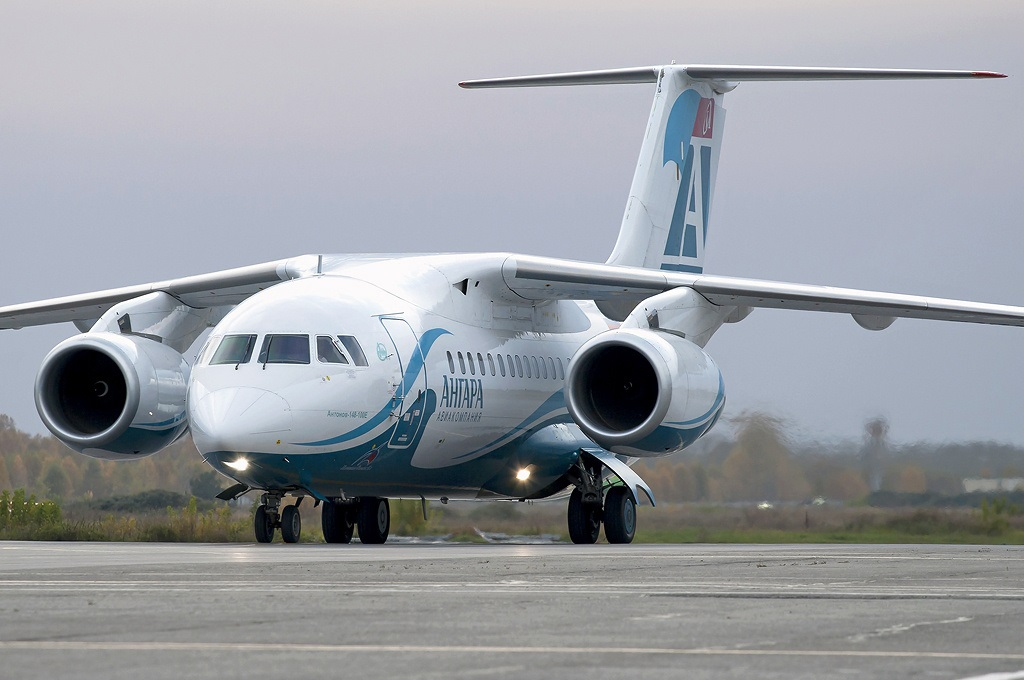
АН-148